# Helene Tursten
Helene Tursten (født 17. februar 1954 i Göteborg), er en svensk kriminalforfatter.
Hun bor i Värmland og er uddannet sygeplejerske og tandlæge. En gennemgående figur i hendes kriminalromaner er kriminalinspektør Irene Huss i Göteborg. Bøgerne er oversat til blandt andet tysk, engelsk, norsk og dansk. Mange af romanerne er tillige filmatiseret.

### Kriminalromaner med Irene Huss i hovedrollen
- 1998 – Den knuste tang-hest
- 1999 – Nattevagt
- 2000 – Tatoveret torso
- 2002 – Glasdjævlen
- 2004 – Guldkalven
- 2005 – Ilddansen
- 2007 – Manden med det lille ansigt
- 2008 – Det lunefulde net
- 2010 – Venter i mørket
- 2012 – I skjul af skyggerne

### Kriminalserie om Embla Nyström
- 2015 - Jagtmark
- 2017 - Sandgrav
- 2020 - Snefald